# Операторы и вещи
Необыкновенное путешествие в безумие и обратно: Операторы и Вещи (англ. Operators and Things:The Inner Life of a Schizophrenic) — автобиографическая повесть Барбары О’Брайен (англ. Barbara O'Brien), описывающая случившийся с автором шестимесячный эпизод шизофрении. Впервые издана в 1958 году издательством Arlington Books, с предисловиями Майкла Маккоби (англ. Michael Maccoby) (Гарвардский университет) и Л. Дж. Рейна (научный консультант Бедфордской центральной больницы). На русском языке издана в 1996 году издательством «Класс», в переводе Т. К. Кругловой.